# Сан-Хуан (острови)
Сан-Хуан (англ. San Juan Islands) — архіпелаг між протоками Хуан-де-Фука і Джорджія і островом Ванкувер і Сієтлом. Адміністративно є округом Сан-Хуан (штат Вашингтон).
На островах мешкає близько 16 тисяч жителів, клімат помірно морський.
| США | Це незавершена стаття з географії США. Ви можете допомогти проєкту, виправивши або дописавши її. |